# Диковец, Иван Васильевич
Иван Васильевич Диковец (31 января 1938, Загорб, Подкарпатская Русь — 28 февраля 2022) — советский футболист, левый крайний нападающий.

## Биография
Воспитанник закарпатского футбола, первый тренер — Золтан Дьёрфи. С 14-летнего возраста стал работать на обувной фабрике в Ужгороде и выступать в местных соревнованиях за команду фабрики. Весной 1953 года переехал в Казахстан по программе освоения целины, работал трактористом в колхозе «Степной» Кокчетавского района, также играл в футбол за местную команду. Вскоре был призван в сборную общества «Колхозник» Казахской ССР, с которой занял третье место на всесоюзном турнире этого общества в Одессе. Числился в составе команды мастеров «Урожай» (Алма-Ата).
В 1956 году вернулся на родину и стал играть в команде мастеров «Спартак» (Ужгород) в классе «Б». В ходе сезона 1957 года перешёл в ведущий клуб Украинской ССР — киевское «Динамо». Дебютный матч в классе «А» сыграл 13 ноября 1957 года против «Шахтёра», а первый гол забил 9 июля 1959 года в ворота «Крыльев Советов». Всего за четыре неполных сезона сыграл в составе киевлян 26 матчей в высшей лиге и забил 2 гола. Участник турне киевского «Динамо» по Африке в 1959 году. Первую часть сезона 1960 года снова провёл в Ужгороде, куда уезжал приходить в себя после болезни, доктора в Киеве предполагали, что он может закончить с футболом. Однако во второй половине сезона вернулся в «Динамо», но закрепиться в составе не сумел. В 1961 году играл в высшей лиге за донецкий «Шахтёр», сыграл 16 матчей и забил один гол, но с июля перестал выходить на поле. Всего на его счету 42 матча и 3 гола в высшей лиге.
С 1962 года играл за клубы первой и второй лиг. Несколько сезонов провёл в ужгородском клубе, называвшемся теперь «Верховина», а также в львовских «Карпатах». В конце карьеры выступал за «Буковину» (Черновцы).
Вызывался в молодёжные сборные СССР и Украинской ССР.
После окончания карьеры жил в Ужгороде. Умер 28 февраля 2022 года.

## Личная жизнь
Сын Иван Диковец-младший (род. 1963) также стал футболистом, играл за клубы второй лиги.